# 哈采格翼龙属
哈采格翼龍屬又譯哈特茲哥翼龍，是屬於神龍翼龍科的大型飛行爬蟲動物。化石發現於羅馬尼亞外西凡尼亞，包含頭顱骨碎片、左肱骨、以及其他部分，這些化石顯示牠們是種大型動物，翼展可達12公尺，甚至更大。
部分研究人員發現，哈采格翼龍、諾氏風神翼龍的化石有許多符合特徵。諾氏風神翼龍的化石還沒有經過完整敘述，如果諾氏風神翼龍的化石經過正式研究後，狀態不是疑名，那哈采格翼龍可能是風神翼龍的次異名。
和其他神龍翼龍科物種不同的是，哈采格翼龍具有特別寬廣的顱骨讓更多肌肉得以附著、骨頭內部為海綿狀而非中空、較粗而短的頸部（僅有1.5（5英尺）長，約為同翼展大小的其他神龍翼龍科物種的一半）。這可能是因為在哈采格翼龍所棲息的哈采格島上，缺乏大型的獸腳亞目恐龍，因此牠們成為當地的頂級掠食者，以較大體型的恐龍（例如島嶼侏儒化後的泰坦巨龍類與禽龍類）為食。

## 發現與命名

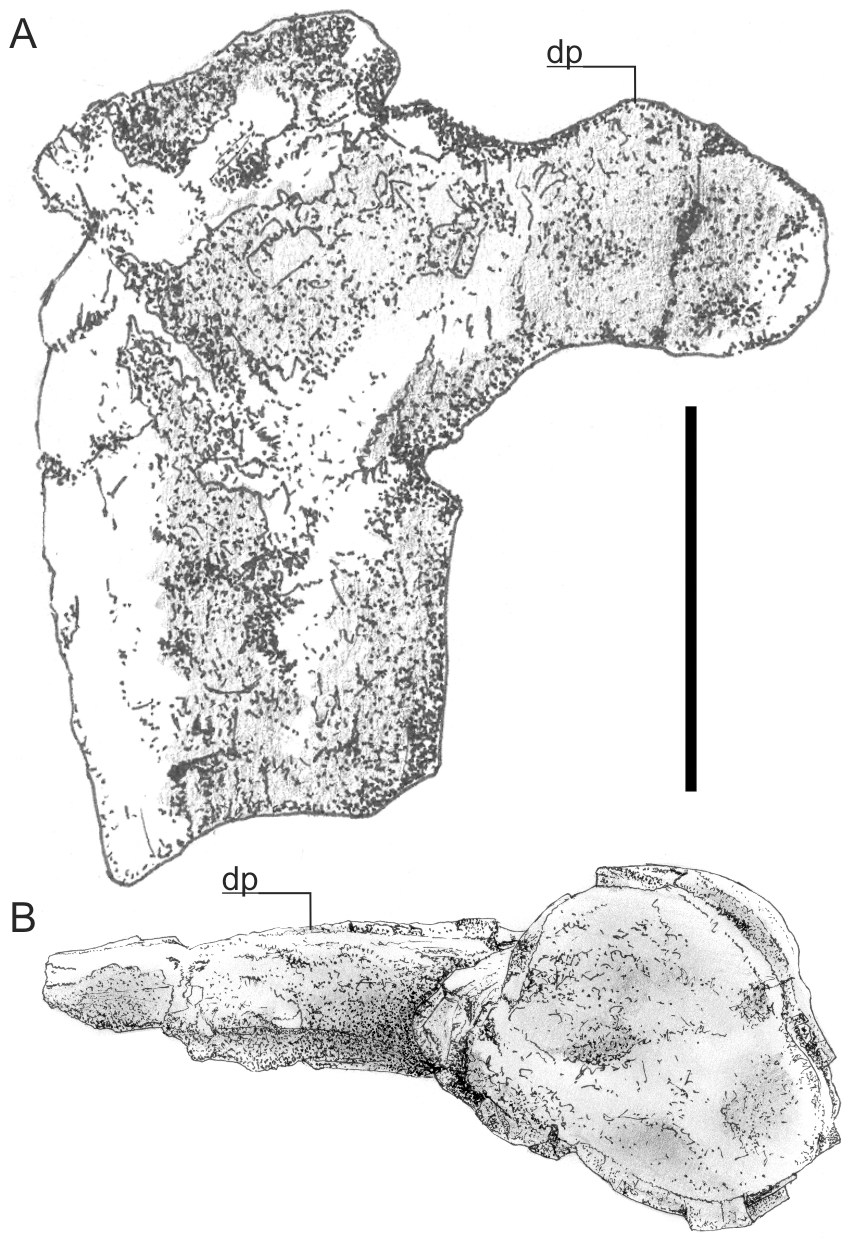
哈采格翼龍的肱骨近端下方(上)、側面(下)

在2002年，法國古生物學家埃瑞克·比弗托（Eric Buffetaut）等人將這些化石敘述、命名。模式種是H. thambema，屬名意為「哈采格的翼」，種名在希臘文意為「怪物」，意指哈采格翼龍的巨大體型。
哈特茲哥翼龍的化石發現於羅馬尼亞西部的Densus-Ciula組，年代為白堊紀晚期的馬斯垂克階晚期，約6500萬年前。正模標本（編號FGGUB R 1083A）是一個頭顱骨的後半段、嚴重損壞的左肱骨近端。在該地區發現的一個股骨（編號FGGUB R1625），長度為38.5公分，可能屬於哈采格翼龍。

## 頭骨
哈采格翼龍擁有寬廣、堅固的口鼻部，以及大型的下頜。哈采格翼龍的頜關節有獨特的溝槽，部分翼龍類也具有這種特徵，允許牠們將嘴巴張得更開。哈采格翼龍的許多特徵類似其近親風神翼龍，但哈采格翼龍的頭骨較大，頜關節較類似無齒翼龍。科學家將牠們的化石與其他翼龍類相比，估計哈采格翼龍的頭骨約3公尺長，這個長度可能大於風神翼龍，牠們的頭顱骨可能是非海生動物中最長的。
哈采格翼龍的頭骨相當重、結實，可容納大型的肌肉，而大部分翼龍類的頭骨是由輕型骨頭構成。在Buffetaut等人的2002年研究中，他們認為這些大型翼龍類必須有某種特別方式降低重量，才能夠飛行，例如：骨頭內部的空洞，這些空洞由極薄的骨梁支撐；哈采格翼龍的部分翼部骨頭也有這種特徵。研究人員指出這種類似聚苯乙烯的結構，與其他翼龍類的頭骨不同；使哈采格翼龍的頭骨保持輕的重量，允許牠們飛行。

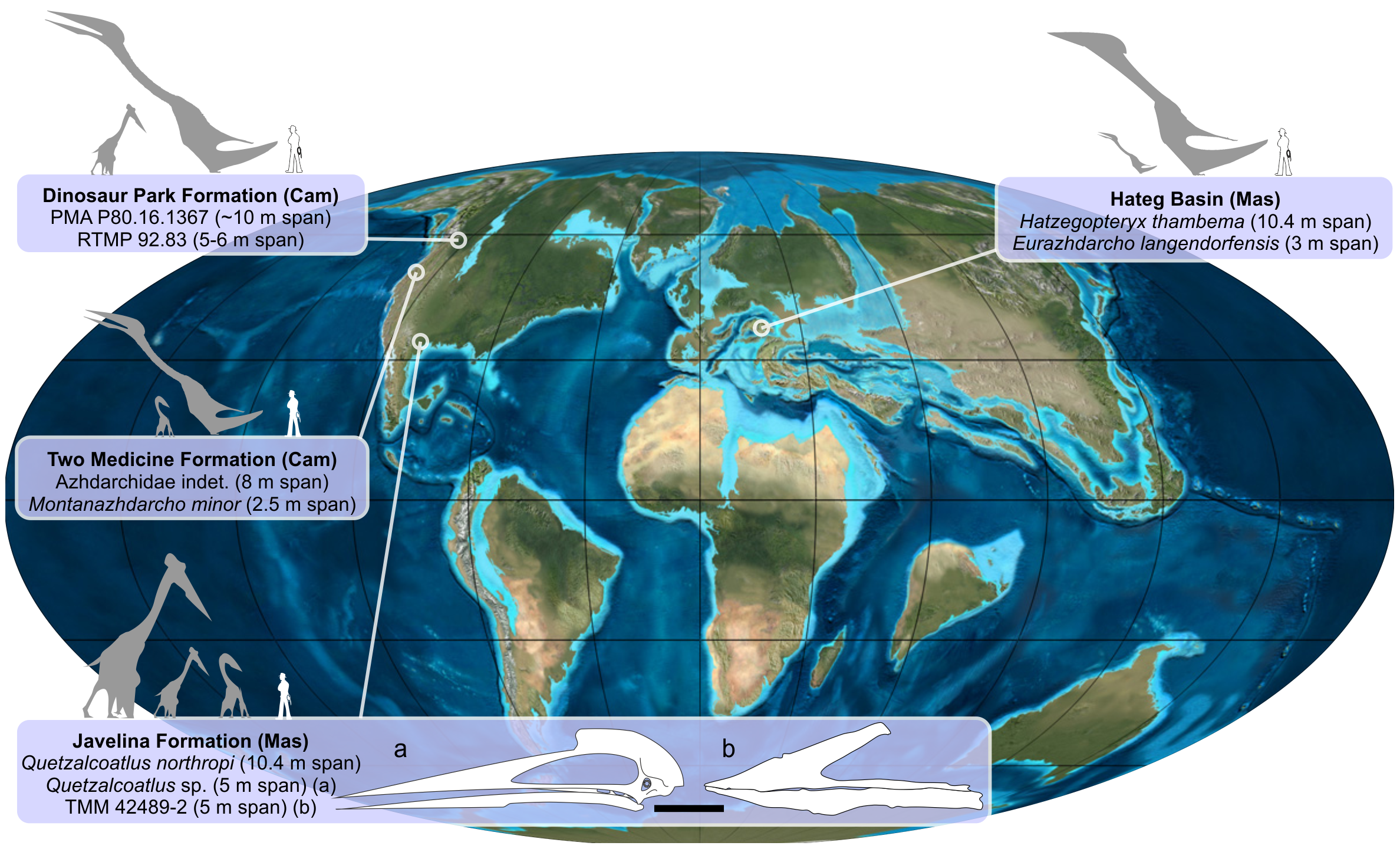
白堊紀時期的神龍翼龍科化石分布

## 體型
根據最初的命名研究，哈采格翼龍的翼展，最初被推測約12公尺寬，而頭顱骨的長度約2.5公尺。哈采格翼龍的肱骨近端長23.6公分，而風神翼龍正模標本的肱骨長54.4公分。考量到這塊肱骨的長度小於原本的一半，研究人員推測哈采格翼龍的肱骨略長於風神翼龍。在1981年的風神翼龍命名研究，風神翼龍被推測翼展有11到12公尺寬，之後研究則推測翼展有15到20公尺寬。哈采格翼龍的翼展最初被推測約12公尺寬，如果肱骨比風神翼龍還長，那哈采格翼龍的翼展應該比風神翼龍還寬。在2010年，馬克·維頓（Mark Witton）等人提出不同看法，哈采格翼龍的近端肱骨化石，在化石化過程中曾遭到扭曲，因此哈采格翼龍的翼展可能略短於風神翼龍。維頓等人估計翼展約10到11公尺。

## 外部連結
- http://www.pterosaur.co.uk（页面存档备份，存于）
- SpringerLink - A new giant pterosaur with a robust skull from the latest Cretaceous of Romania[永久]